# Horst Oldenburg

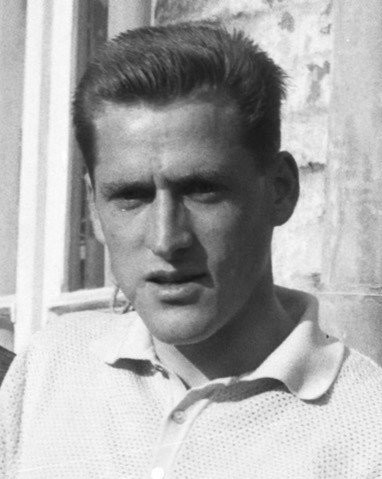
Horst Oldenburg vid Ronde van Nederland 1963.

Horst Oldenburg, född den 17 oktober 1939 i  Dobra Nowogardzka, är en tysk före detta tävlingscyklist som var professionell från 1961 till 1970, vars främsta meriter på landsväg är två segrar i Rund um Köln, en etappseger i Tour de Suisse och tre i Deutschland Tour. På bana blev han europamästare i madison säsongen 1967/1968 med Dieter Kemper som partner och vann totalt tio sexdagarslopp under karriären, varav sju i par med Kemper.
Oldenburg var ursprungligen östtysk medborgare men flydde till väst 1960. Även hans äldre bror, Günther Oldenburg (1930–2016), var tävlingscyklist.

## Meriter

### Landsväg
| 1961 Vinnare av etapp 7 i Tour de Suisse Vinnare av etapperna 3a. 3b och 6 i Deutschland Tour 3:a i Tour des Quatre-Cantons 4:a i Omloop van de Fruitstreek 1962 2:a totalt i Tour de l'Oise Vinnare av etapp 2 3:a i linjelopp vid Västtyska mästerskapen 4:a i Tour des Quatre-Cantons 9:a i linjelopp vid Världsmästerskapen 1963 3:a i linjelopp vid Västtyska mästerskapen 3:a i GP Union Dortmund 4:a i Rund um den Henninger Turm 4:a totalt i Tour de l'Oise 7:a i Züri Metzgete | 1964 Vinnare av Rund um Köln 3:a i Tour des Quatre-Cantons 4:a i GP du canton d'Argovie 1965 Vinnare av Rund um Köln 8:a i linjelopp vid Västtyska mästerskapen 1966 Vinnare av Tour du Nord-Ouest 8:a i Züri Metzgete 1967 Vinnare av etapp 5b i Dunkerques fyradagars 9:a i Züri Metzgete 1972 5:a i linjelopp vid Västtyska mästerskapen 9:a i Tour du Nord-Ouest |

### Bana
| 1964/1965 Vinnare av Münsters sexdagars med Dieter Kemper 3:a vid Europamästerskapen i madison med Dieter Kemper 1966/1967 Vinnare av Münsters sexdagars med Dieter Kemper Vinnare av Berlins sexdagars med Dieter Kemper Vinnare av Melbournes sexdagars med Dieter Kemper 1967/1968 Vinnare av Dortmunds sexdagars med Dieter Kemper 2:a vid Europamästerskapen i madison med Sigi Renz | 1968/1969 Europamästare i madison med Dieter Kemper Vinnare av Kölns sexdagars med Dieter Kemper Vinnare av Milanos sexdagars med Dieter Kemper 1968/1869 Vinnare av Berlins sexdagars med Wolfgang Schulze Vinnare av Montréals sexdagars med Leandro Faggin 2:a vid Europamästerskapen i madison med Dieter Kemper 1969/1970 Vinnare av Münsters sexdagars med Wolfgang Schulze |